# Euphorbia albomarginata
Euphorbia albomarginata — невысокое травянистое растение, вид рода Молочай семейства Молочайные (Euphorbiaceae).
Английское общеупотребительное название — Rattlesnake weed («сорняк гремучей змеи»).

## Распространение
Среда обитания — пустыни и чапараль юго-западной части Северной Америки, от юга Калифорнии до Техаса.
Встречается на лугах, обочинах дорог, там, где нарушен поверхностный слой земли, включая посыпанные гравием дорожки, является сорняком.

## Морфология
Euphorbia albomarginata — стелющееся растение, обычно небольшой высоты, менее 13 мм, одно растение занимает площадь около квадратного фута, ковёр из растений густо покрывает почву, образуя что-то наподобие циновки.
Цветы мелкие, пурпурные, с белыми краями.

## Использование в медицине
Английское название дано по использованию в народной медицине этого вида молочая как противоядие от укусов ядовитых змей, однако не доказана его эффективность против укуса гремучей змеи. Использовался он в виде аппликаций или настоев.
Как и другие виды молочаев, Euphorbia albomarginata содержит едкий млечный сок, содержащий ядовитые алкалоиды, вызывающие рвоту и очистительный эффект, которые могут быть истолкованы как лечебные.

## Глобальные ссылки
- Rattlesnake Weed profile
- Rattlesnake Weed at eNature